# スタインウェイD-274

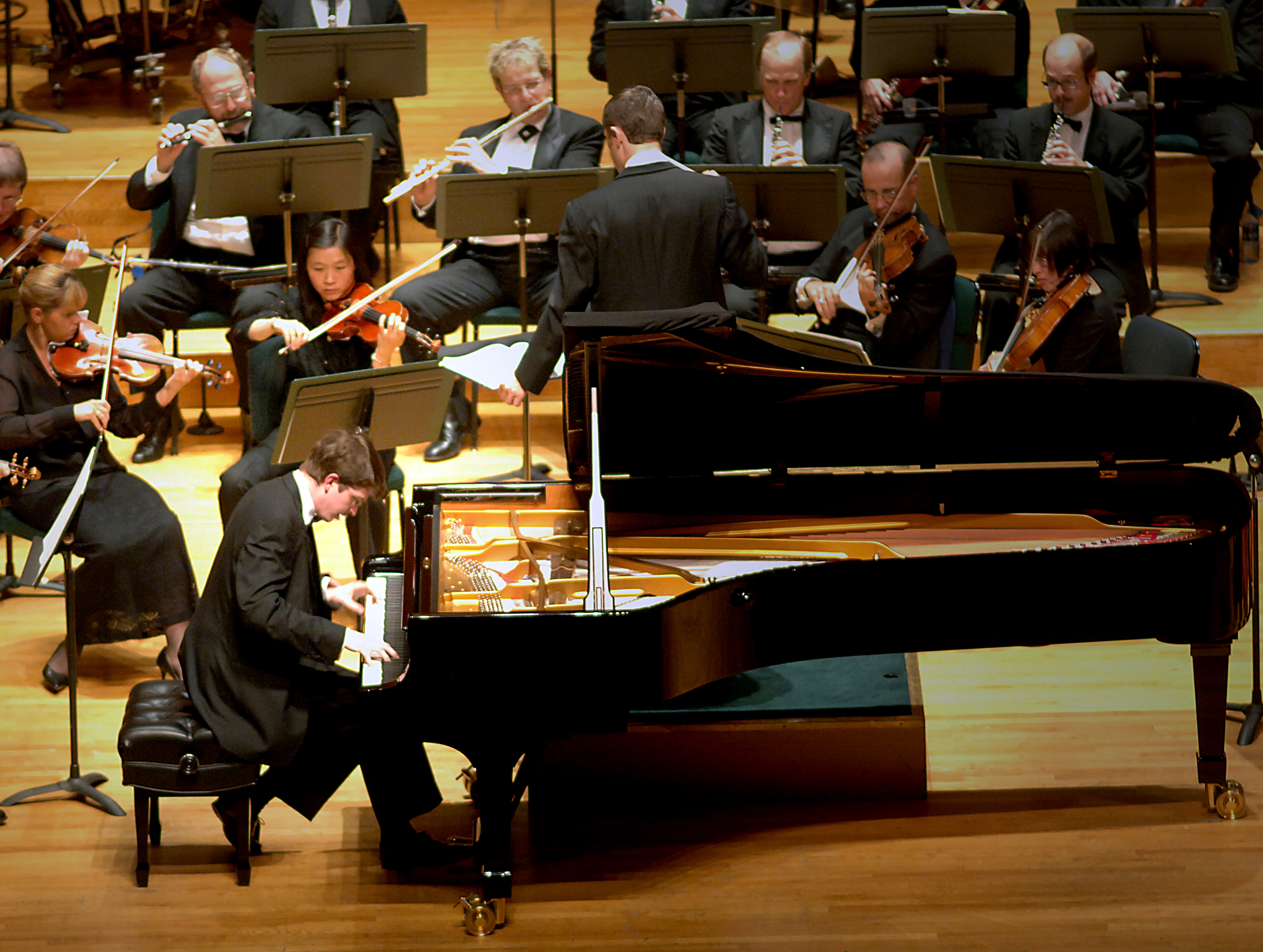
2006年ジーナ・バッカウアー国際ピアノコンクールにおいてD0274を演奏するスティーヴン・ベウス

D-274（通称D）は、スタインウェイ・アンド・サンズの主力製品であるコンサートグランドピアノのモデル名である。1884年に初めて作られた。ほとんどのコンサートピアニストの第1選択と一般的に評される。
長さ274 cm (8′11¾″)、幅156 cm (5′1¼″)、重さ480 kg (990 ポンド) のD-274は、ほとんどの家庭内での使用には大型すぎる。一方、コンサートホールではD-274は広く普及している。一例は著名なヴァン・クライバーン国際ピアノコンクールであり、このコンクールではヴァン・クライバーン財団が所有する2台のD-274と外部からのもう1種類が選択肢として出場者に対して伝統的に提供される。
2003年の推計では、世界のコンサートグランドピアノの90パーセント以上がD-274であることが示唆されている。

## 設計
事実上全ての決定的に重要な意味を持つスタインウェイ 'D' の設計要素は19世紀の間に開発された。アクションと弦スケールの設計はヘンリー・スタインウェイ・Jr（創業者の息子）によって完成された。ハンマー、鋳鉄フレーム、合板製リムは全て創業者の別の息子であるC・F・セオドア・スタインウェイが特許取得した設計に由来する。トラップワーク（ペダル）は長男のアルバート・スタインウェイによって考案された。響板のほとんどの面もこの時期に開発された。この初期以降の注目に値する改良点は2つのみである。1つはより若い血縁者Paul Bilhuberによって特許取得された響板の同心円状の成形で、これは1936年に導入された。もう一つはより最近のアクションの改良で、これによって力を喪失することなくタッチの抵抗を低減することができ、演奏者に大きな機械効率を提供した。

## 歴史

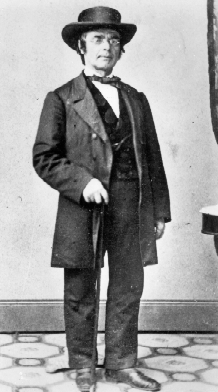
写真家のマシュー・ブレイディによって撮られたヘンリー・E・スタインウェイのスタジオ写真

ドイツ生まれの家族がアメリカ合衆国へ移住するより前の1836年に、創業者のヘンリー・E・スタインウェイはグランドピアノを作っていた（いわゆる「キッチングランド」）。これは今日ニューヨークのスタインウェイホールで保存されている。6オクターブまたは6オクターブ半の限られた鍵盤と複弦を持つこういったグランドピアノはD型コンサートグランドピアノよりも音量が小さい。
フルサイズのコンサートグランドピアノは2千人から3千人の聴衆のためのコンサートホールを音で満たすことができる。これはグランドピアノに鋳鉄製のフレーム（ハープ）が与えられる1860年代の前兆であった。当初は弦の累積する桁外れの張力に対応し、それによって木製構造を破壊から保護するために採用された鋳鉄フレームはすぐに弦の張力の劇的な増大を促進した。弦の張力が増大するにつれて、音響パワーおよび飛びの増大がもたらされた。
アメリカ合衆国独立100周年を記念した1876年のフィラデルフィア万国博覧会では、ピアノを含む複数の製造業の競技会があった。スタインウェイ社は彼らの最新の成果を見せる2台のグランドピアノを送り、会社の革新的で著しく改善されたピアノの品質を示した。彼らの断固とした品質の追求は万国博覧会の金メダルに輝いた。スタインウェイはチッカリング・アンド・サンズやウェーバー・ピアノ・カンパニーを含むアメリカの複数の名声が確立した有名ピアノメーカーとの競争に勝った。
今日のモデル 'D' の直接的な前身であるこのスタインウェイ・コンサートグランドピアノは「センテニアル（百年祭）グランド」と呼ばれるようになった。このピアノは1878年まで製造された。この年の改良によってスタインウェイのモデル名が数字表示（タイプ1から4）からアルファベットのA、B、C、Dに変更された。これらの文字は今でもスタインウェイの四大モデルに使われている。
この時期には著しい進歩が見られた。
- オープンピンブロックが捨てられ、フルフレームが採用された。
  - 常に生産と優秀さを心に留め、スタインウェイはピンブロックを金属プレートでカバーすることで製造コストを抑えることができることに気付いた。オープンブロックは（低音ブリッジと高音ブリッジとの間の高低差を埋め合わせるために）複数の基準位置を余儀なくさせるが、この差違はフルフレーム鋳造によって容易に補うことができる。さらに、ピンブロックはもはや見えなくなっため、魅力的な化粧張りといった見た目の処理が必要なくなった。
- 上高音部位においてアグラフがカポダストロバーに置き換えられた。
  - アグラフは現代の楽器の低音、中音、下高音では使用され続けているのに対して、初期のピアノでは上高音でも使用されていた。大きく鋳造されたカポバーは、プレートと一体となっている部分であり、上高音の鮮やかさと力を高めた。
- ペダル支え（リラ）が劇的に強化され、ペダルは独立したユニットとして設計された。
  - ペダリングがより確実で正確になり、乱暴なペダリングに耐えるようになった。
- 弦の長さと張力が劇的に増し、ハンマーはより重く作られ、密度の高いフェルトが採用された。
  - これらの改良とその他の改良は、新たなスタインウェイ 'D' の性能、パワー、輝きを著しく高め、拡大を続けるコンサート会場を十分な音で満たすことを可能にした。

## 現代D-274の開発

1953年8月1日にイスラエルで指揮者のMoshe LustigとGadna交響楽団と共にD-274を演奏するスタインウェイ・アーティストのダニエル・バレンボイム（11歳）。

1878年、スタインウェイは新たな小型モデル 'A' および 'B' の生産を開始した。これらは現代的な「リム」ケースを形作る積層カエデ材キャビネットを持つ。常に長く、薄い（3.5 mm）カエデの板が膠を厚く塗られ、型枠の周りに曲げられ、クランプで固定され、乾燥される。この工程によってリムの製造がより速くなり、得られた構造はより強く、より安定となる。また、これはより安価であり、少ない工数しか必要とせず、数年の貯蔵と精密な乾燥を必要とする硬材の無駄を減らすことができる。このより速い生産方法はよいピアノの大きな需要がある時期には大いに有利であった。
1880年、2種類の大型グランドモデル 'C' および 'D' が以下のように変更された。古い「ヘンリー」設計（father & son）のCグランド（以前は「パーラー・グランド」と命名された）にもフレームで覆われたピンブロックと「リム」が導入され（鍵盤はまだ85鍵）、1876年のフィラデルフィア万国博覧会で大成功を収めたコンサートグランドモデル 'D' も「リム」ケースを得た。
かつて製造された424センテニアルD-270にはひとつとして同じグランドは存在しない。ほぼ全てのグランドに細かい変更箇所がある。そのため、コンサートグランド・センテニアルD-270（1875年-1884年）は一連の改良のための過渡的モデルと見なすことができる。現存する既知のセンテニアルグランドの中で、約3分の2が「組み立てケース」を、3分の1が「リム」を持つ。
合板ケース、根本的に高い張力の弦、カポバー（36番鍵より上。しかしアグラフの痕跡も残っていた）が特徴の1883年の試作品 'D' の演奏会での成功後、スタインウェイは再設計されたスケール（低音が17音ではなく20音）、上高音部位のカポバー、新たに設計されたペダル機構、多層合板ケースを持つ完全に実現された新モデルである1884モデル 'D' を公表した。
その後数年間にほとんど変化はなかったが、楽器の長さはわずかに伸びた（1884年から1895年頃までの「リム型」Dコンサートグランドピアノはわずか272 cmの長さだった）。しかしながら、1936年、スタインウェイ家の姻戚であるPaul Bilhuberの特許に基づいた響板が導入された。Bilhuberは最も厚い中心部からより薄い周辺部まで均等に薄くなる響板を製作しており、より優れた応答性と寿命をもたらすと判断された。
全てのスタインウェイの革新が成功した訳ではない。1961年、演奏機構のためのテフロン製ブッシングが米国製造グランドピアノに取り入れられた。ニューヨーク本社からの大きな圧力にもかかわらずハンブルク工場はこの改良を採用しなかった。ハンブルク工場が抵抗できた理由はただ、ハンブルク工場の利益がニューヨーク工場の利益よりも大きかったためである。
テフロン製ブッシングは季節による湿度変化が原因で起こる摩擦問題を減らすことを目的としていたが、それ自身が過度の摩擦を引き起こした。そのうえ、それらは堅く、寸法安定性のある物質であったため（ブッシングが固定されている木は寸法安定性がない）、一年のある時期には固定された穴の中で緩み、演奏中にカチッという音を生じさせた。ピアニストおよび技術者からの長年にもわたる苦情の後、1982年にニューヨーク・スタインウェイは古典的なフェルト製ブッシングを再導入した。このフェルト製ブッシングには宣伝広告にテフロンという単語を使い続けることができるようにテフロン粒子で作られたドライ潤滑流体が注入された。
スタインウェイ・モデル 'D' は生産される全てのスタインウェイグランドピアノの5パーセントを占める。これは他のピアノメーカーの1-2パーセントというコンサートグランドピアノの生産比率よりもかなり大きい。これはスタインウェイのコンサートグランドが並外れた品質を持っているというだけではなく、彼らの洗練されたマーケティングプログラムにもよる。このようなプログラムにはスタインウェイ・アーティストプログラムとニューヨーク、ロンドン、ハンブルクにあるコンサートグランドピアノバンクは世界中のコンサートアーティストの忠誠心を事実上保証してきた。米国のステージでは、コンサートグランドを使用するパフォーマンスの90パーセント以上がスタインウェイ 'D' を使用する。
スタインウェイが製造してきた約60万台のピアノ（2010年時点）のうち、約2万5千台がモデル 'D' である。その前身の「センテニアルD」ピアノはわずか424台が製造され、約30台が現存することが知られている。

## アーティストの優先傾向 – 地理的起源と個別の楽器

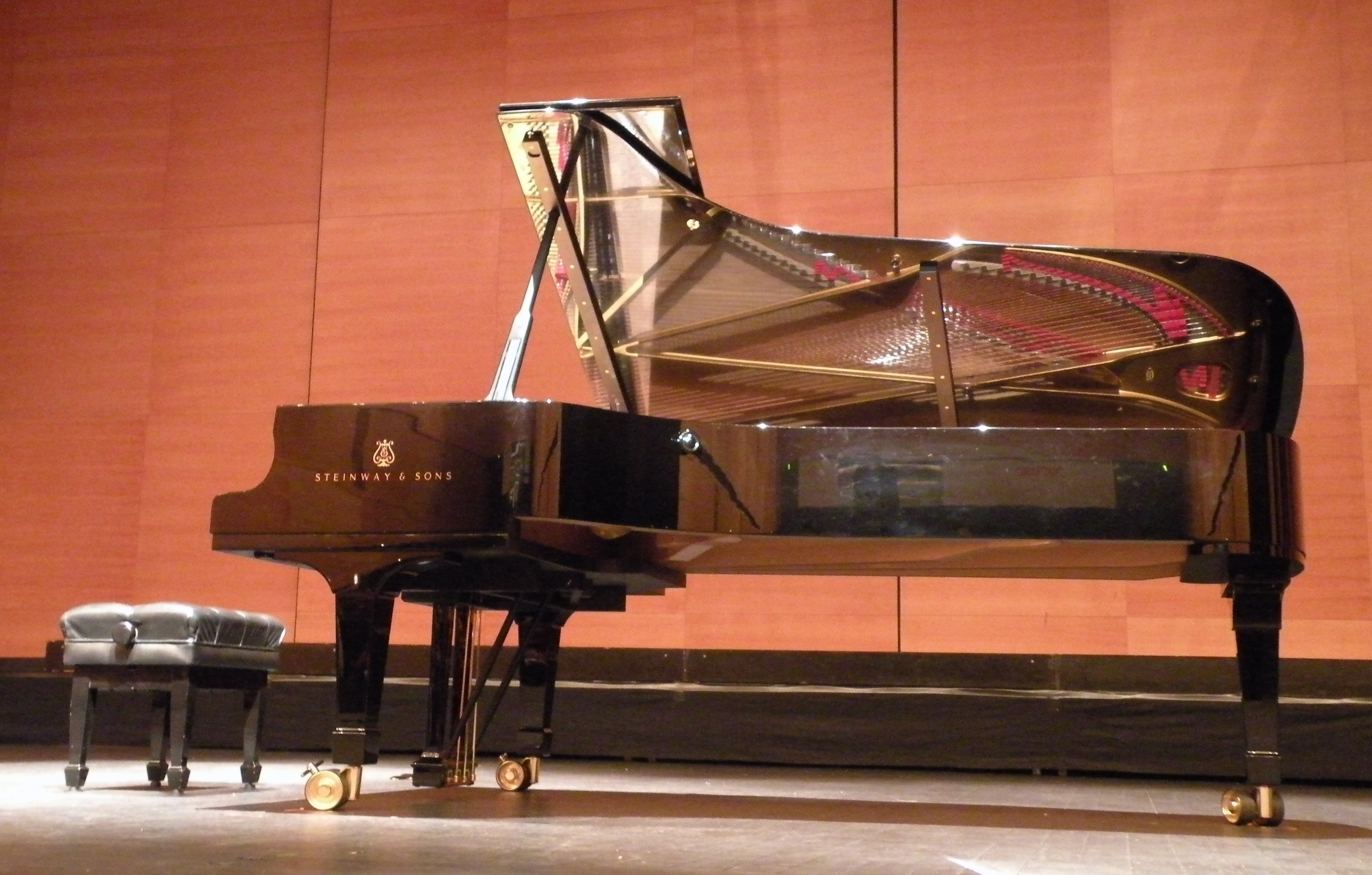
ドイツ・ハンブルクにあるスタインウェイの工場の製品を典型的な例であるD-274

スタインウェイは2つの工場で 'D' を製造している。1つはニューヨーク工場、1つはハンブルク工場である。外見上は、ニューヨークとハンブルクの 'D' は仕上げが最も目に見えて異なる。前者が伝統的なサテンラッカー仕上げで、後者が高光沢のポリエステル樹脂仕上げである。しかしながら、それぞれの楽器の音色と演奏特性における違いによって、好みのうるさいピアニストはどちらか一方の工場の生産物に引き寄せられてきた。 例えば、ウラディミール・ホロヴィッツはニューヨーク製 'D' を好んだのに対して、マルカンドレ・アムラン、アルフレート・ブレンデル、内田光子、ブルクハルト・シュリースマン、グリゴリー・ソコロフ、アルカーディ・ヴォロドス、アルトゥール・ルービンシュタイン、クリスティアン・ツィマーマンはハンブルク製を特に好んだ。ギャリック・オールソンは若い頃にはハンブルク製の華麗さを好んだが、円熟するにつれてニューヨーク製の暖かさを好んだ。セルゲイ・ラフマニノフは米国での自宅のために3台のニューヨーク製 'D' を購入したが、スイスの別荘ではハンブルク製 'D' を据え付けた。ニューヨーク・スタインウェイとハンブルク・スタインウェイとの間の差は今日は目立たない。ピアニストでスタインウェイ・アーティストのエマニュエル・アックスは「どこで作られたかよりも個々の楽器の違いの方が大きい」と述べた。
アーティストと特定の 'D' との逸話がいくつか残されている。
- セルゲイ・ラフマニノフはニューヨークでのビクターのための全てのセッションを製造番号147,681および製造番号194,597の 'D' で録音した[17]。ゼンフ・スタジオが現代のコンピュータ再生技術を使ってこれらの録音の再現に取り組んだ時は、基礎となる楽器として製造番号133,291の1909年製 'D' が選ばれた。復元されたピアノは会社のウェブサイトに目立つ形で取り上げられていた[18]。
- ウラディミール・ホロヴィッツは彼が「美人」と呼んだ 'D' を好んだ。この楽器が使用不可能なほど古くなった時、ホロヴィッツはそれを完全に修理するためにピアノ技師のジョセフ・プレンバーガー（英語版）を雇った[19]。
- グレン・グールドは、CD（コンサート 'D'）番号318-C（シリアル番号317,194）を好み続けたことで有名であった。このピアノは、1960年代初頭のトロントのデパートのホールで、かなり使い古されて廃棄のために工場への発送を待っていたものをグールドが見つけたものだった。グールドはこの楽器を修復・維持するために技術者のVerne Edquistを雇い、演奏する全てのホールにこれを送った。このピアノは1971年の輸送中にプレート割れを被った。この時、グールドとクリーヴランド管弦楽団との録音のための演奏が予定されていた。その後数年もの間、Edquistはこの損傷の修理を試みたが、これが不可能だったことがグールドの苦悩の原因であった[20]。CD 318-Cは損傷を受けた状態で今でも存在し、オタワのカナダ国立図書館・文書館に保存されている（カナダ国立図書館・文書館はグレン・グールド・アーアイブも保管している）[21]。
- より小型の楽器を使っての録音を強制する会社の方針を回避するため、オルガ・サマロフ（英語版）は 'D' を購入し、アコースティック時代の終わり頃はこの楽器を使ってビクターのために録音を行った。後に、この楽器の大きさによって保管が難しいことが分かり、サマロフはこれを収めるのに十分な大きさを持つスタジオを有する住宅をメイン州シール・ハーバー（英語版）に購入した[22]。

## 特別版と最高価格

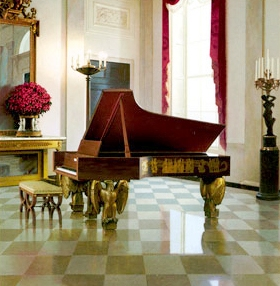
ホワイトハウスにある特別に設計されたD-274

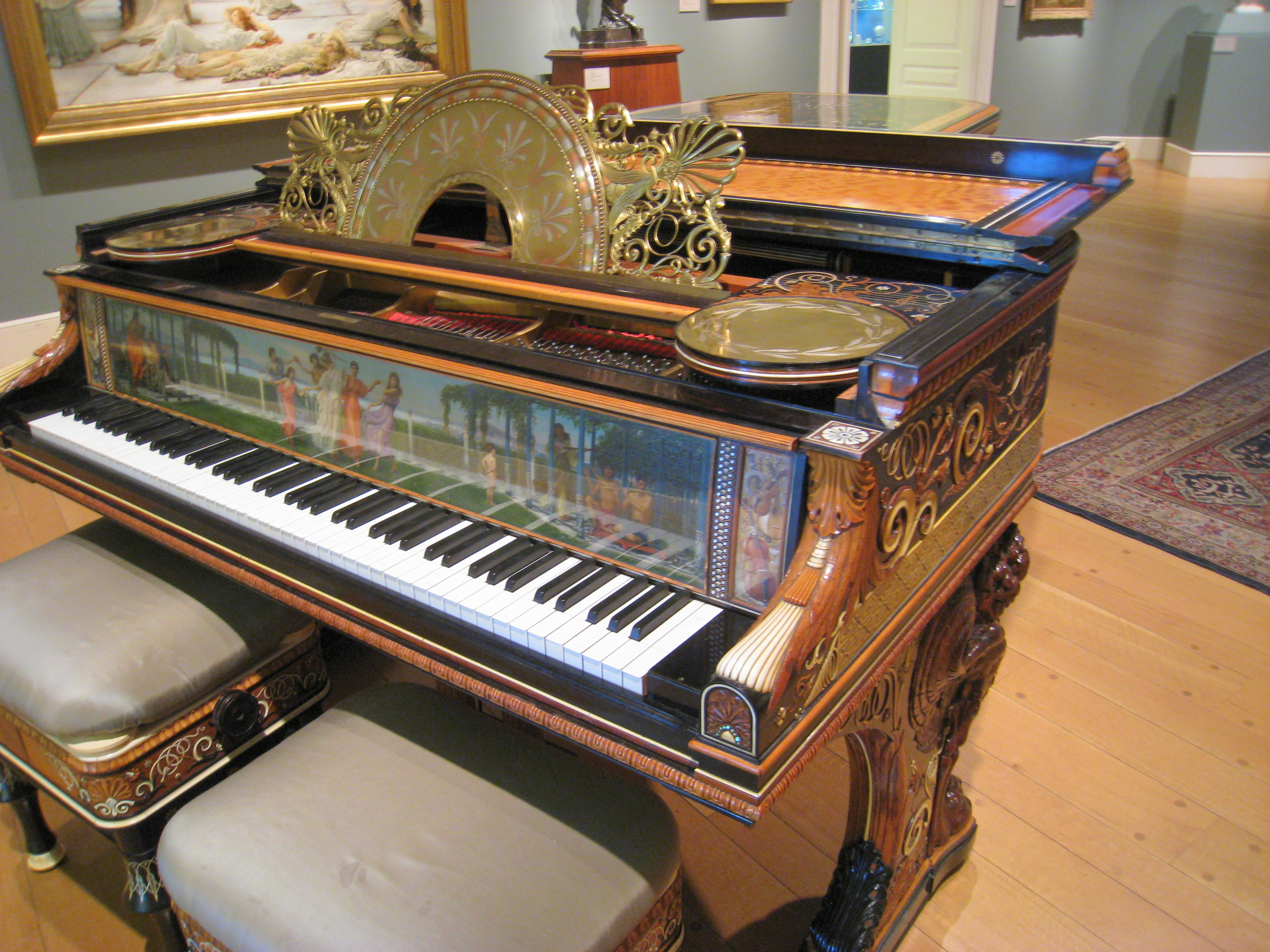
特別に設計されたD-274 Steinway Alma Tadema。オークションで販売された世界一高価なグランドピアノである。

長年にわたって、スタインウェイは少数の特別版または限定版のD-274を生産してきた。これらのピアノの違いは、飾り彫りが施されているボディから配色の大きな変化へと多岐にわたる。特注のD-274も作られてきた（例えば、百万個を超えるスワロフスキークリスタルで飾り付けられた「フルクリスタル」D-274がある）。
ホワイトハウスは特別に設計されたD-274を保有する。これは通常ホワイトハウスで最も広いイーストルームに置かれている。2002年のホワイトハウスクリスマスカードはこのピアノを載せている。
オークションで販売された世界一高価なグランドピアノは「Steinway Alma Tadema」と名付けられた特別に設計されたD-274である。これは、1997年にロンドンのクリスティーズで120万米ドルで売れ、1997年にスタインウェイ自身が作った39万米ドルの記録を破った。このD-274は1883年から1887年に製造され、ローレンス・アルマ＝タデマによって設計された。このピアノはクラーク美術館に展示されている。2006年、スタインウェイはこのピアノの厳密な複製を再作成した。

## コンサートグランドピアノバンク
ツアー演奏者の利便性のためと全てのD-274はいくらか異なる特徴を有すると信じて、スタインウェイは世界中の「コンサートグランドピアノバンク」にD-274のコレクションを維持している。例えば、スタインウェイ社はマンハッタンにあるスタインウェイ・ホールの地下に40台以上を維持している。こういったピアノには「CD(Concert D)」識別子が与えられ、少し離れての高い視認性のために計算された代替ステンシルが貼られる。これらのバンクの一つを訪れるピアニストは、公演または録音のために、好みに応じてさまざまなD-274から試し弾きし、選択することができる。スタインウェイは選ばれた楽器を調整し、輸送するが、アーティストがこれらのサービスの費用を担う。上述したように、一部のアーティストはこのプログラムに含まれる特定の楽器に対して親しみを抱いてきた。このような楽器を使用するにはスタインウェイに支払いを行う必要があったため、オルガ・サマロフは録音を行うD-274を購入するに至った。

## 推薦文献
- Barron, James (2006). Piano: The Making of a Steinway Concert Grand. New York: Holt. ISBN 978-0-8050-7878-7
- Chapin, Miles (1997). 88 keys: The making of a Steinway piano. New York: Potter. ISBN 978-0-517-70356-4
- Matthias, Max (2006). Steinway Service Manual: Guide to the care and maintenance of a Steinway (3rd ed.). Bergkirchen, Germany: PPV-Medien/Bochinsky. ISBN 978-3-923639-15-1